# (73280) 2002 JK59
(73280) 2002 JK59 – planetoida z pasa głównego asteroid okrążająca Słońce w ciągu 4,93 lat w średniej odległości 2,89 j.a. Odkryta 9 maja 2002 roku.